# JTBC2
JTBC2는 JTBC 산하의 트렌드 라이프스타일 텔레비전 채널이다.

## 연혁
- 2016년 3월 1일: 오전 7시부터 JTBC2 개국

## 프로그램
- 런웨이브
- 악플의 밤
- 오늘의 운세
- 판벌려 - 이번 판은 한복판
- 호구의 차트
- 그랜드 부다개스트